# Paralelo 21 N
O paralelo 21 N é um paralelo que está 21 graus a norte do plano equatorial da Terra.
Começando no Meridiano de Greenwich na direcção leste, o paralelo 21 N passa sucessivamente por:
| País, território ou mar | Notas                                                       |
| ----------------------- | ----------------------------------------------------------- |
| Mali                    |                                                             |
| Argélia                 |                                                             |
| Níger                   |                                                             |
| Chade                   |                                                             |
| Líbia                   |                                                             |
| Sudão                   |                                                             |
| Mar Vermelho            |                                                             |
| Arábia Saudita          |                                                             |
| Omã                     |                                                             |
| Oceano Índico           | Mar Arábico                                                 |
| Índia                   | Península de Kathiawar                                      |
| Oceano Índico           | Golfo de Khambhat                                           |
| Índia                   |                                                             |
| Oceano Índico           | Baía de Bengala                                             |
| Bangladesh              |                                                             |
| Myanmar (Birmânia)      |                                                             |
| Laos                    |                                                             |
| Vietname                | Continente e ilha Bản Sen                                   |
| Mar da China Meridional | Golfo de Tonquim                                            |
| China                   | Península de Leicheu e Ilha Donghai                         |
| Mar da China Meridional | Passa a sul da ilha Mavudis, Filipinas                      |
| Oceano Pacífico         | Passa entre as ilhas Molokai e Lanai, Havai, Estados Unidos |
| Estados Unidos          | Ilha Maui, Havai                                            |
| Oceano Pacífico         |                                                             |
| México                  |                                                             |
| Golfo do México         | Baía de Campeche                                            |
| México                  | Península do Iucatão                                        |
| Mar das Caraíbas        |                                                             |
| Cuba                    | Doce Leguas Cays e ilha de Cuba                             |
| Oceano Atlântico        |                                                             |
| Bahamas                 | Ilha Great Inagua                                           |
| Oceano Atlântico        | Passa a sul dos "cays" mais meridionais de Turcas e Caicos  |
| Saara Ocidental         | Península de Ras Nouadhibou, reclamada por Marrocos         |
| Mauritânia              | Península de Ras Nouadhibou                                 |
| Oceano Atlântico        |                                                             |
| Mauritânia              |                                                             |
| Mali                    |                                                             |